# 郭文海
郭文海（1968年11月—），广东雷州人，汉族，中国共产党党员，中华人民共和国政治人物。现任中共中山市委书记。

## 生平
1989年6月，佛山市农牧高等专科学校（现佛山大学）农学师范专业毕业，毕业后历任中共佛山市委组织部科员、副科级组织员、干部科副科长、调查研究科科长、办公室主任。2004年9月，任中共佛山市委组织部副部长、佛山市国资委党工委副书记。2011年10月，任中共佛山市委秘书长。2013年2月，任中共佛山市委办公室主任。2014年7月，任佛山市人民政府副市长。2015年10月，任中共佛山市委常委、宣传部长。2017年9月，任中共顺德区委书记、顺德职业技术学院党委书记。2019年10月，任中共佛山市委副书记。2021年4月，任佛山市人民政府副市长、代市长。2021年6月，正式当选佛山市人民政府市长。2021年10月，任中共中山市委书记。2022年1月，当选中山市人大常委会主任。